# Paul Crauchet

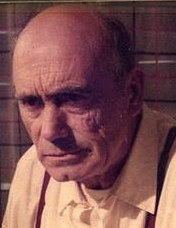
Paul Crauchet (1982)

Paul Crauchet (* 14. Juli 1920 in Béziers, Hérault; † 19. Dezember 2012 in Rocbaron, Var) war ein französischer Schauspieler.

## Biografie
Paul Crauchet ging 1945 nach Paris, wo er bis 1949 bei Charles Dullin Schauspiel studierte. Anschließend studierte er mit Jean Vilar am Théâtre National Populaire. Er spielte am Theater und vereinzelt auch in kleineren Statistenrollen beim Film, bevor er in der 1956 erschienenen und von Guy Lefranc inszenierten Komödie La bande à papa an der Seite von Fernand Raynaud und Louis de Funès auf der Leinwand debütierte.

## Filmografie (Auswahl)
- 1956: La Bande à papa
- 1959: Im Zeichen des Löwen (Le Signe du lion)
- 1962: Krieg der Knöpfe (La Guerre des boutons)
- 1965: Belphégor oder das Geheimnis des Louvre (Belphégor ou le Fantôme du Louvre, Fernsehserie, vier Folgen)
- 1965: Die großen Schnauzen (Les grandes gueules)
- 1966: Brennt Paris? (Paris brûle-t-il?)
- 1966: Der Krieg ist vorbei (La Guerre est finie)
- 1967: Die Abenteurer (Les Aventuriers)
- 1967: Haie bitten zu Tisch (Estouffade à la Caraïbe)
- 1968: Ho! Die Nummer eins bin ich (Ho!)
- 1969: Armee im Schatten (L’Armée des ombres)
- 1969: Der Swimmingpool (La Piscine)
- 1970: Der Kommissar und sein Lockvogel (Dernier domicile connu)
- 1970: Vier im roten Kreis (Le Cercle rouge)
- 1971: Bof (Bof… Anatomie d'un livreur)
- 1971: Musketier mit Hieb und Stich (Les Mariés de l’An II)
- 1971: Neun im Fadenkreuz (Sans mobile apparent)
- 1971: Was ist mit Tom geschehen? (Où est passé Tom?)
- 1972: Der Chef (Un flic)
- 1973: Die Affäre Dominici (L’affaire Dominici)
- 1973: Die Löwin und ihr Jäger (Les granges brûlées)
- 1976: Kommissar Moulin (Commissaire Moulin; Fernsehserie, 1 Folge)
- 1978: Der unheimliche Fremde (Attention, les enfants regardent)
- 1978: Mord in Barcelona (Un papillon sur l’épaule)
- 1987: Die Bestie (La Brute)
- 1988: Der Priestermord (To Kill a Priest)
- 1990: Der Ruhm meines Vaters (La Gloire de mon père)
- 1990: Das Schloß meiner Mutter (Le Château de ma mère)
- 1990: Die Hure des Königs (La Putain du roi)
- 1993: Alle lieben Mathilde (Faut-il aimer Mathilde?)
- 1995: Countdown für einen Killer (Les Derniers jours de la victime)
- 1995: Eine Kindheit auf dem Montmartre (Les Allumettes suédoises)
- 1996: Der grüne Planet – Besuch aus dem All (La Belle Verte)
- 1997: Die Feuerfalle (Rideau de feu)
- 1999: Die Seele der Puppe (Dessine-moi un jouet)
- 2007: Endlich Witwe (Enfin veuve)
- 2007: Der fliegende Händler (Le fils de l’épicier)
- 2009: Vorsicht Sehnsucht (Les Herbes folles)